# H. G. Adler
Hans Günther Adler (geboren am 2. Juli 1910 in Prag, Österreich-Ungarn; gestorben am 21. August 1988 in London) war ein österreichischer Dichter, Schriftsteller und jüdischer Zeitzeuge der Schoah, der seit 1947 in London als Privatgelehrter im Exil lebte. Bekannt wurde er mit seinem wissenschaftlichen Werk Theresienstadt 1941–1945. Das Antlitz einer Zwangsgemeinschaft, das als Pionierwerk der Zeitgeschichte bis heute ein Standardwerk ist und 2017 in englischer Sprache erschien.
Er war seit seiner Kindheit mit Franz Baermann Steiner befreundet, verwaltete dessen Nachlass, setzte sich für dessen dichterisches Werk ein und veröffentlichte dessen Gedichte.

## Leben

### Herkunft und Bildung 1910–1941
H. G. Adler überlebte die deutsche Judenvernichtung als einziger seiner Angehörigen. Er schildert sein Leben bis zur Ankunft in London in zehn Bildern bzw. Kapiteln seines Romans Panorama in Gestalt des Josef. Seinen Vornamen kürzte er aufgrund der Namensgleichheit mit dem SS-Sturmbannführer Hans Günther, dem Vertreter von Adolf Eichmann in Prag für das Protektorat Böhmen und Mähren, seit 1945 H. G. ab.
Hans Günther Adler wurde am 2. Juni 1910 als Sohn des Buchbinders und Kaufmanns Emil Alfred Adler und seiner Frau Alice Adler, geborene Fraenkel, in Prag-Karolinenthal geboren. In den Jahren 1920 und 1921 besuchte er die Volksschule in Deutsch-Beneschau. Sein weiterer Bildungsweg zwang den jungen Adler zu einem Eintritt ins Freimaurerinstitut, in welchem er zwischen den Jahren 1921 und 1931 keine glückliche Zeit verbrachte. Er selbst beschrieb den Aufenthalt im Internat als seine „erste KZ-Erfahrung“. Ab dem Jahr 1923 besuchte Adler das Staatsrealgymnasium in Mährisch-Trübau, danach, zwischen den Jahren 1925 und 1927, das Staatsrealgymnasium in Prag, das er freiwillig verließ, um sich extern auf die Matura vorzubereiten. In dieser Zeit begann Adler mit seinen ersten literarischen Versuchen. Nach der erfolgreich abgelegten Matura schrieb er sich 1930 an der Deutschen Universität Prag ein. Kurz danach erfolgte seine erste Veröffentlichung Meer und Gebirge (1931).
Nach seinem Studium der Musik-, Kunst- und Literaturwissenschaften, daneben Philosophie und Psychologie, und Promotion im Jahr 1935 zum Doktor der Philosophie bei Gustav Becking über das Thema Klopstock und die Musik an der Karl-Ferdinands-Universität Prag von 1930 bis 1935 war Adler von 1935 bis 1938 Sekretär des 
Volksbildungshauses Urania Prag, Lehrer und der für deutschsprachige Sendungen zuständige Mitarbeiter beim tschechoslowakischen Rundfunk. In dieser Zeit festigte Adler viele Freundschaften zu anderen Literaten wie Elias Canetti oder dem Bildhauer Bernhard Reder. Unabhängig von der Besatzungsgefahr der Nationalsozialisten blieb Adler, trotz eines Auswanderungsplans, in Prag, wo er am 31. Dezember 1938 die Ärztin Gertrud Klepetar (gestorben 1944 in Auschwitz) kennenlernte und im Jahr 1941 heiratete. Als im März 1939 die deutsche Wehrmacht in Prag einmarschierte, schlug Adlers Fluchtversuch ins Ausland fehl.

### Zwangsarbeit und Lagerhaft 1941–1945
Ab August 1941 musste er Zwangsarbeit leisten und wurde nach vorübergehender Tätigkeit in der jüdischen Kultusgemeinde Prag mit seiner Frau und deren Eltern am 8. Februar 1942 in das Ghetto Theresienstadt deportiert.
Mit seiner Einlieferung dorthin entschloss sich Adler, sollte er diese Zeit überleben, diese zu bezeugen. Er begann Material zu sammeln und Aufzeichnungen zu machen, um später ein Buch über das Lager zu schreiben. Am 12. Oktober 1944 wurde er zusammen mit seiner Frau und seiner Schwiegermutter nach Auschwitz deportiert, wo sie nach der Selektion voneinander getrennt wurden. Seine Aufzeichnungen während seiner Haft in Theresienstadt übergab er vor seiner Zwangseinweisung in das Vernichtungslager Auschwitz, Mitte Oktober 1944, Leo Baeck, Mitglied des jüdischen Ältestenrates, zur Aufbewahrung im Tresor des Ghettos. Adlers Texte überstanden den Zweiten Weltkrieg in einer schwarzen Aktentasche und gelangten danach wieder in seine Hände.
Adler kam in das KZ Auschwitz-Birkenau, seine Frau und ihre Mutter überlebten den Aufenthalt in Auschwitz nicht. Ende Oktober 1944 wurde er nach Niederorschel, einem Außenlager des KZ Buchenwald, gebracht. Mitte Februar 1945 gelangte er in das KZ Langenstein-Zwieberge, wo er als Lagerschreiber Zugang zu Papier und Schreibmaschine hatte, um Gedichte zu schreiben, die er in einer Aluminiumbox aufbewahrte. Er konnte sich wie Ivan Ivanji, Anton Hilckman u. a. vor den Todesmärschen verstecken, wurde am 11. April 1945 von der US-Armee befreit und kehrte von dort aus über Halberstadt auf abenteuerlichen Wegen nach Prag zurück.

### Nachkriegszeit in Prag 1945–1947 und Exil in London 1947–1988
In Prag kümmerte sich Adler zusammen mit Přemysl Pitter um Kriegswaisen (u. a. Jehuda Bacon) und um die Sammlung des Prager Jüdischen Museums. Nach Aberkennung der tschechoslowakischen Staatsbürgerschaft aufgrund seiner deutschen Muttersprache im Juni 1946 und um dem Stalinismus zu entkommen, floh Adler am 11. Februar 1947 nach Großbritannien ins Exil; dort heiratete er in zweiter Ehe am 16. Februar 1947 seine Jugendfreundin aus Prag, die Bildhauerin Bettina Gross (1913–1993), die bereits im Jahr 1938 nach England emigriert war. Der Dichter und Germanist Jeremy Adler wurde ihr gemeinsamer Sohn. H. G. Adler ließ sich 1947 als freischaffender Schriftsteller in London nieder und erhielt am 31. Juli 1956 die britische Staatsbürgerschaft.
Hier traf er Elias Canetti und Franz Baermann Steiner wieder und verkehrte im Kreis der deutschsprachigen Exilautoren wie Erich Fried, Grete Fischer und Wilhelm Unger, den er auf Betreiben westdeutscher Verleger, veranlasst von Ricarda Huch, Günther Weisenborn und Erich Kästner, beim Aufbau einer deutschen Bibliothek im Nachkriegs-London unterstützte. 1959 trat er auf Bitten Hermann Langbeins dem Internationalen Auschwitzkomitee (IAK) bei und organisierte dessen Arbeit in Großbritannien. Er unterstützte Langbein von 1960 bis 1962 bei der Herausgabe der Auschwitz-Dokumentation, die gegen den Widerstand der Kommunisten im IAK erschien, aus dem Adler daher auch wieder ausschied. In den Vierteljahrsheften für Zeitgeschichte veröffentlichte er 1960 den Beitrag Selbstverwaltung und Widerstand in den Konzentrationslagern der SS. Am 18. Oktober 1961 sendete der Westdeutsche Rundfunk das von Langbein und Adler konzipierte dreistündige Feature Auschwitz. Topographie eines Vernichtungslagers. Seine kritischen Studien, Beiträgen und Essays zur Soziologie der Zeitgeschichte veröffentlichte Adler 1964 in dem Sammelband Die Erfahrung der Ohnmacht. Von 1973 bis 1985 war er Präsident des P.E.N.-Zentrums deutschsprachiger Autoren im Ausland.
Mit seinem Monumentalwerk Theresienstadt 1941–1945. Das Antlitz einer Zwangsgemeinschaft begründete Adler 1955 die Forschung über das nationalsozialistische Lager. Seine gesammelten Berichte aus dem Deportationslager in Auschwitz wurden im Rahmen des Eichmann-Prozesses herangezogen. Mit einer erstaunlichen Menge von Dokumenten bezeugte er das Lagerwesen, seine Geschichte, Soziologie wie Psychologie als Zwangsgemeinschaft und äußerte Kritik an den Judenältesten. Diese wurde von Hannah Arendt übernommen und findet sich in ihrem Buch Eichmann in Jerusalem wieder. Seine Darstellung der Selbstverwaltung wurde von Jiří Kosta nicht geteilt. W. G. Sebald verweist in seinem Roman Austerlitz auf H. G. Adler und Theresienstadt. Seit Jahren gilt Adlers Buch als Standardwerk, das er 1958 um die Dokumentation Die verheimlichte Wahrheit ergänzte.
Im Herbst 1958 lud ihn das IfZ (Institut für Zeitgeschichte München) ein, eine Arbeit nach eigener Wahl über diesen „Themenkreis“ zu verfassen. Das war der Anlass für sein 1974 veröffentlichtes, zweites Hauptwerk Der verwaltete Mensch. Studien zur Deportation der Juden aus Deutschland. In diesem Werk erforscht Adler am Beispiel der Würzburger jüdischen Gemeinde die durch eine barbarische zivile Ordnung legitimierte Verwaltung (Bürokratie) der Vertreibung in die Vernichtung. Die Editionsgeschichte dieser Forschungsarbeit erörtert Nicolas Berg ausführlich im Kapitel Konzilianz und Ohnmacht: H.G. Adler und das IfZ seines Buches Der Holocaust und die westdeutschen Historiker. Erforschung und Erinnerung.
Adlers schriftstellerische Karriere festigte sich immer stärker. Er bekam neben zahlreichen Preisen für sein Werk im Jahr 1977 den österreichischen Ehrentitel Professor verliehen. Die meiste Zeit seines literarischen Schaffens verblieb Adler im Londoner Exil, wo er in den Wetherby Mansions am Earl’s Court Square lebte und im August 1988 im Alter von 78 Jahren starb. Sein Grab liegt auf dem Edgwarebury Cemetry.

## Rezeption
Als Autor von Gedichten und Romanen blieb Adler im Nachkriegsdeutschland trotz seines Bemühens und jährlicher Lesereisen wenig Erfolg beschert. Jeremy Adler übergab den Nachlass seines Vaters und Franz Baermann Steiners dem Deutschen Literaturarchiv Marbach.
2010 führte Hans Dieter Zimmermann im Prager Literaturhaus zum 100. Geburtstag von H. G. Adler die Konferenz Wer zeugt für die Zeugen? Zu den Romanen des Prager deutschen Schriftstellers H. G. Adler (1910 – 1988) durch.
Der nordamerikanische Dichter Peter Filkins übersetzte die Romane Panorama und Die unsichtbare Wand sowie die Erzählung Eine Reise ins amerikanische Englisch. Er veröffentlichte als Herausgeber zwei Bände mit Essays von Adler, Nach der Befreiung (2013) und Die Orthodoxie des Herzens (2014).
Das Literaturmuseum der Moderne in Marbach am Neckar zeigte vom 6. Oktober 2015 bis 21. Februar 2016 die Fluxus-Ausstellung Düsteres Idyll. Trost der deutschen Romantik mit Landschaftsfotos von Adler aus dem Deutschen Literaturarchiv Marbach, die Péter Nádas auswählte und mit einem Essay begleitete: „Anscheinend erwähnt niemand seine Bilder. Zumindest nicht in der Literatur, die ich über Person und Werk gelesen habe. […] Außer seinem Naturell könnte noch vieles als Erklärung dienen, warum er in seiner Laufbahn eine Randfigur, warum sein Lebenswerk bis zum heutigen Tag so unverdient, so unbekannt geblieben ist.“
Am 7. November 2016 sprach Rüdiger Görner mit Jeremy Adler und Michael Krüger über „[d]eutschsprachige Exilanten in London im Zeichen der Shoah“ im Internationalen Kolleg Morphomata der Universität Köln, das sich insbesondere den Exilautoren H. G. Adler, Elias Canetti und Franz Baermann Steiner widmete (Audiomitschnitt).
2019 veröffentlichte Peter Filkens die Biographie H. G. Adler – A Life in Many Worlds. Im selben Jahr gab Lynn L. Wolff das Buch A Modernist in Exile, The International Reception of H. G. Adler (1910 – 1988) heraus.

## Zitat
„Vergangenheit ist nur im Menschen, doch in der Außenwelt ist sie nicht herstellbar“

## Auszeichnungen und Ehrungen
- Mitgliedschaft PEN, 1953
- Leo-Baeck-Preis, 1958
- Charles-Veillon-Preis, Lausanne 1969
- Präsidentschaft PEN-Zentrum deutschsprachiger Schriftsteller im Ausland
- Buber-Rosenzweig-Medaille, Berlin 1974
- Ehrentitel Professor, 1977
- Außerordentliches Mitglied der Bayerischen Akademie der Schönen Künste, 1979
- Ehrendoktor (Dr. phil. h. c.) der Pädagogischen Hochschule Berlin, 1980
- Großes Bundesverdienstkreuz, 1985[42]
- Österreichisches Ehrenkreuz für Wissenschaft und Kunst, 1985

## Werke

### Prosawerke
- Unser Georg und andere Geschichten. Bergland, Wien 1961.
- Eine Reise. Erzählung. Bibliotheca christiana, Bonn 1962; Aufbau Taschenbuch, Berlin 2002, ISBN 3-7466-1854-1.[43][44][45]
- Der Fürst des Segens. Parabeln, Betrachtungen, Gleichnisse. Bibliotheca christiana, Bonn 1964.
- Sodoms Untergang. Bagatellen. Bibliotheca christiana, Bonn 1965.
- Panorama. Roman in 10 Bildern. Walter, Olten 1968; Zsolnay, Wien 2010, ISBN 978-3-552-05489-9.
- Ereignisse. Kleine Erzählungen und Novellen. Walter, Olten 1969.
- Kontraste und Variationen. Essays und Fotos. Echter, Würzburg 1969.
- Hausordnung. Wortlaut und Auslegung. Wiener Journal, Wien 1988, ISBN 3-900379-24-6.
- Die unsichtbare Wand.[46] Roman. Zsolnay, Wien 1989; Aufbau Taschenbuch, Berlin 2003, ISBN 3-7466-1139-3.
- Der Wahrheit verpflichtet. Interviews, Gedichte, Essays. Hrsg. v. Jeremy Adler. Bleicher, Gerlingen 1998, ISBN 3-88350-660-5.
- Gesammelte Erzählungen in fünf Bänden:
  - Gegenüber der Wirklichkeit. Parabeln, Betrachtungen, Gleichnisse gesammelte Erzählungen Band 1. Hrsg. v. Jeremy Adler, Franz Hocheneder und Helmuth A. Niederle. Löcker, Wien 2022, ISBN 978-3-99098-079-8.
  - Sodoms Untergang. Gesammelte Erzählungen Band 2. Hrsg. v. Jeremy Adler, Franz Hocheneder und Helmuth A. Niederle. Löcker (edition pen Bd. 172), Wien 2021, ISBN 978-3-99098-045-3.
  - Ereignisse. Kleine Erzählungen und Novellen. Gesammelte Erzählungen Band 3. Hrsg. v. Jeremy Adler, Franz Hocheneder und Helmuth A. Niederle. Löcker (edition pen Bd. 43), Wien 2020, ISBN 978-3-85409-813-3.
  - Schuldig und Unschuldig. Symphonische Miniaturen. Gesammelte Erzählungen Band 4. Hrsg. v. Jeremy Adler, Franz Hocheneder und Helmuth A. Niederle. Löcker (edition pen Bd. 4), Wien 2017, ISBN 978-3-85409-793-8.
  - Zwischenrufe. Gesammelte Erzählungen Band 5. Hrsg. v. Jeremy Adler, Franz Hocheneder und Helmuth A. Niederle. Löcker, Wien 2023, ISBN 978-3-99098-117-7.

### Gedichtbände
- Fenster. Sechs Gedichte. Alphabox, London 1974, ISBN 0-904504-00-X.
- Buch der Freunde. Stimmen über den Dichter und Gelehrten mit unveröffentlichter Lyrik. Hrsg. von Willehad P. Eckert und Wilhelm Unger. Wienand, Köln 1975, ISBN 3-87909-062-9.
- Viele Jahreszeiten. Dürer, München 1975.
- Spuren und Pfeiler. Alphabox, London 1978.
- Transsubstantations. 1978.
- Zeiten auf der Spur. 1978.
- Blicke. Gedichte 1947–1951. Europäische Ideen, Berlin 1979, ISBN 3-921572-41-X.
- Stimme und Zuruf. Knaus, Hamburg 1980, ISBN 3-8135-7899-2.
- Andere Wege. Gesammelte Gedichte.[47] Drava, Klagenfurt 2010, ISBN 978-3-85435-625-7.

### Sachbücher

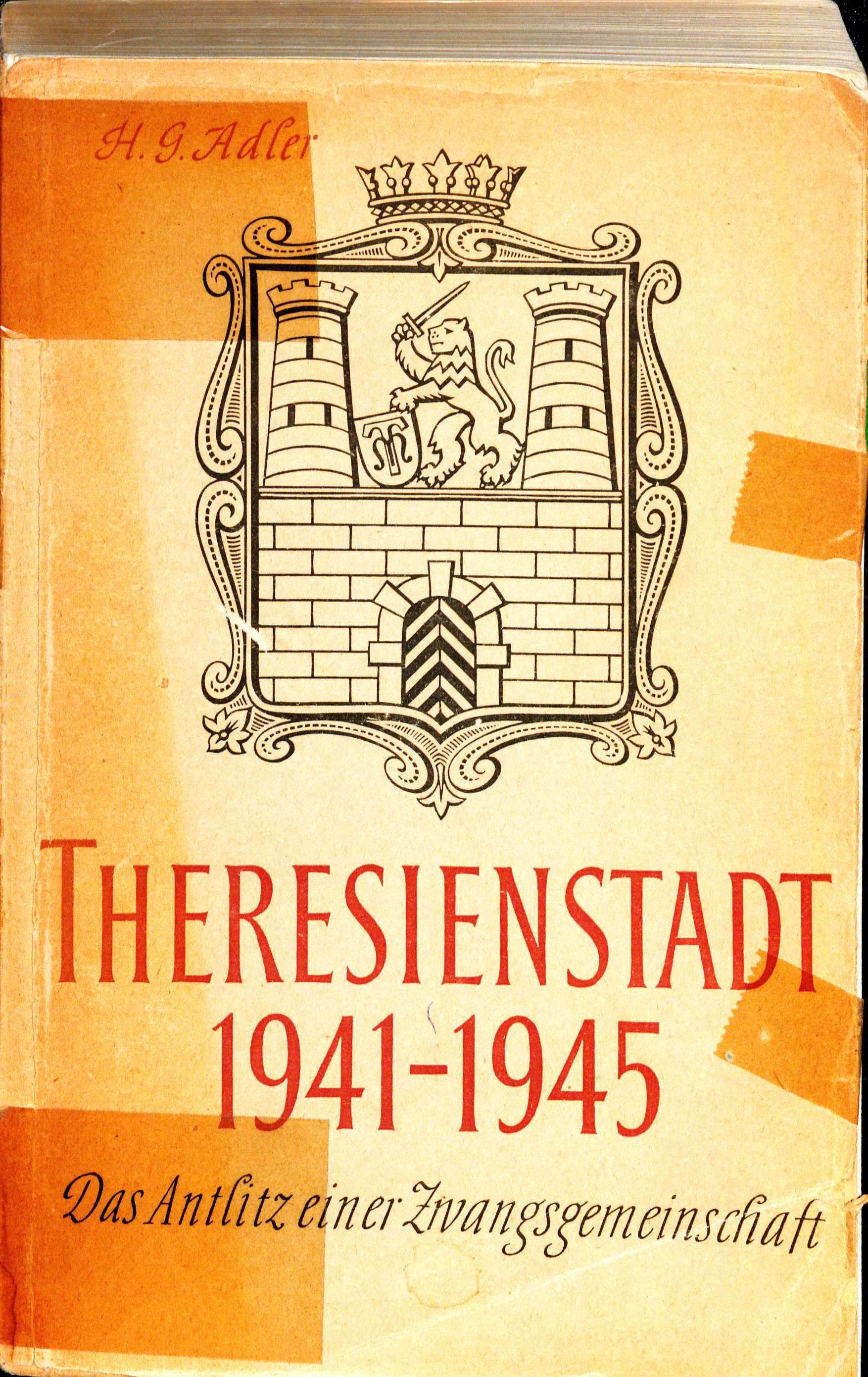
H.G. Adler: Theresienstadt (1955)

- Theresienstadt 1941–1945. Das Antlitz einer Zwangsgemeinschaft. J.C.B Mohr (Paul Siebeck), Tübingen 1955.
  - Theresienstadt 1941–1945: das Antlitz einer Zwangsgemeinschaft. Geschichte, Soziologie, Psychologie. 2., verbesserte und ergänzte Auflage. Mohr, Tübingen 1960; Neudruck: Wallstein, Göttingen 2005, 2012 und 2018, ISBN 978-3-89244-694-1; Wissenschaftliche Buchgesellschaft WBG, Darmstadt 2013.
- Die verheimlichte Wahrheit, Theresienstädter Dokumente. J.C.B Mohr (Paul Siebeck), Tübingen 1958.
- Der Kampf gegen die „Endlösung der Judenfrage“. Bundeszentrale für Heimatdienst, Bonn 1958.
- Die Juden in Deutschland. Von der Aufklärung bis zum Nationalsozialismus. Kösel, München 1960; Neuauflage: Piper, München 1987, ISBN 3-492-10766-4.
- Die Erfahrung der Ohnmacht. Beiträge zur Soziologie unserer Zeit. EVA, Frankfurt am Main 1964.
- Der verwaltete Mensch. Studien zur Deportation der Juden aus Deutschland. Mohr, Tübingen 1974, ISBN 3-16-835132-6.
- Die Freiheit des Menschen. Aufsätze zur Soziologie und Geschichte. Mohr, Tübingen 1976, ISBN 3-16-838682-0.
- Vorschule für eine Experimentaltheologie. Betrachtungen über Wirklichkeit und Sein. Steiner, Stuttgart 1987, ISBN 3-515-04772-7.[48]
- Der Wahrheit verpflichtet. Interviews, Gedichte, Essays. Hrsg. von Jeremy Adler. Bleicher, Gerlingen 1998, ISBN 3-88350-660-5.
- Nach der Befreiung: Ausgewählte Essays zur Geschichte und Soziologie. Hrsg. und mit einem Nachwort von Peter Filkens. Konstanz University Press, Paderborn 2013, ISBN 978-3-86253-041-0.
- Orthodoxie des Herzens, Ausgewählte Essays zu Literatur, Judentum und Politik. Hrsg. und mit einem Nachwort von Peter Filkens. Konstanz University Press, Paderborn 2014, ISBN 978-3-86253-055-7.
- Die Dichtung der Prager Schule. Mit einem Vorwort von Jeremy Adler, Wuppertal 2010, ISBN 978-3-938375-36-5; erstmals erschienen in: Manfred Wagner (Hrsg.): Im Brennpunkt: ein Österreich. 14 Beiträge auf der Suche nach einer Konstante. Europa, Wien 1978, S. 67–98.

## Herausgeberschaft
- Franz Baermann Steiner: Unruhe ohne Uhr. Ausgewählte Gedichte aus dem Nachlass. Lambert Schneider, Heidelberg 1954.
- Die verheimlichte Wahrheit. Theresienstädter Dokumente. Mohr, Tübingen 1958.
- Mit Hermann Langbein und Ella Lingens-Reiner: Auschwitz. Zeugnisse und Berichte. EVA, Frankfurt am Main 1962. (EVA, Hamburg 1994, ISBN 3-434-46223-6)
- Franz Baermann Steiner: Eroberungen. Ein lyrischer Zyklus. Lambert Schneider, Heidelberg 1964.